# Königshausen & Neumann
Königshausen & Neumann es una casa editorial alemana fundada en 1979 por Johannes Königshausen y Thomas Neumann y asentada en Würzburg.
Está especializada en filosofía, ciencias de la cultura y ciencias sociales. Edita diversas revistas, así como la serie filosófica Epistemata, que hasta la fecha ha publicado más de doscientos textos de filosofía, especialmente de filosofía moderna y contemporánea.